# Oli Deka
Oli Deka (* 24. Januar 1980) ist eine indische Badmintonspielerin. 

## Karriere
Oli Deka stand bei den India International 2001 im Finale des Damendoppels, unterlag dort aber den Thailänderinnen Salakjit Ponsana  und Nucharin Teekhatrakul. Bei den indischen Badmintonmeisterschaften 2005 schaffte sie es ebenfalls im Doppel bis ins Finale, verlor dort aber erneut im Endspiel.

## Referenzen
- http://bwf.tournamentsoftware.com/profile/default.aspx?id=F94C64BF-B292-490C-B2CB-EC04226CDF64

| Personendaten    | Personendaten               |
| ---------------- | --------------------------- |
| NAME             | Deka, Oli                   |
| KURZBESCHREIBUNG | indische Badmintonspielerin |
| GEBURTSDATUM     | 24. Januar 1980             |